# Ворона (притока Солониці)
Воро́на — річка в Україні, у Дрогобицькому районі Львівської області, права притока Солониці (басейн Дністра). 

## Опис
Довжина річки приблизно 7 км. Формується з багатьох безіменних струмків та 1 водойми.

## Розташування
Бере початок у лісовому масиві на північний схід від села Доброгостів. Тече переважно на північний захід понад селом Верхні Гаї і на південно-східній стороні від села Болехівці впадає у річку Солоницю, праву притоку Тисмениці.